# McDonnell Douglas
Макдонел Даглас корпорација  (енгл. McDonnell Douglas Corporation) је био велики амерички произвођач авиона. 
Компанија је настала 28. априла 1967. године спајањем две велике фабрике авиона: Даглас (производио углавном цивилне и транспортне авионе, основан 1920. године) и Макдонела (производио војне авионе, основан 1928. године).
Компанија се 1997. године ујединила са Боингом. Име „Макдонел Даглас” је тако престало да постоји али је нова компанија, под именом „Боинг” задржао МД-ов логотип. 
Авиони:
- DC-8
- DC-9
- DC-10
- MD-11
- MD-80
- MD-90
- MD-95 (постао Boeing 717)